# Pseudevernia furfuracea
Espèce
Pseudevernia furfuracea, la Mousse de chêne ou Mousse des arbres[réf. nécessaire], est une espèce de lichens de la famille des Parmeliaceae. Cette espèce se rencontre communément sur les conifères notamment dans les régions boréales et montagnardes de l'Europe et de l'Amérique centrale du nord. 

## Étymologie
Pseudevernia furfuracea vient du grec pseudês, « faux », et de Evernia (ressemble à ce genre de lichen). L'épithète spécifique furfuracea vient du latin furfur, « farinacé », couvert de petites écailles plates, rappelant les pellicules de son qui correspondent aux nombreuses isidies se détachant facilement du thalle, et que l'on trouve souvent au sol, détachées par le vent. 

## Description
Son thalle est foliacé et bicolore. Il est gris foncé sur la face supérieure et noir sur la face inférieure avec des taches blanches et des canaux noirs visibles. Il présente aussi des isidies servant à sa reproduction.
Le lichen est une symbiose entre un champignon et une algue. Pseudevernia furfuracea est en interaction avec une algue verte comme photobionte.

## Caractéristiques écologiques
Le lichen Pseudevernia furfuracea est soumis à des taux d'humidité changeant. Il y a de fortes variations de quantité d'eau dans son thalle, ce qui fait de lui une plante résistante à la sécheresse. C'est l'un des lichens les plus adaptés et les plus résistants à la dessiccation.

## Liste des formes et variétés
Selon MycoBank (23 mai 2025) :
- Pseudevernia furfuracea f. furfuracea
- Pseudevernia furfuracea f. nuda (Ach.) Erichsen
- Pseudevernia furfuracea var. ceratea (Ach.) D. Hawksw., 1969
- Pseudevernia furfuracea var. furfuracea , 1903
- Pseudevernia furfuracea var. olivetorina (Zopf) Zopf

## Utilisations

### Biosurveillance
Pseudevernia furfuracea, du fait de sa sensibilité à la pollution, est utilisé comme bioindicateur. Sa sensibilité est liée à ses chlorophylles dont la pollution entraine une variation de leur photochimie. Cette caractéristique permet d'évaluer la qualité de l'air en fonction du nombre d'individus présents. Son utilisation en tant que bioindicateur est très utile car ce lichen colonise bon nombre de milieux terrestres.

### Vertus médicinales
Ce lichen est notamment connu dans le domaine médical pour la guérison des blessures car il produit des anti-oxydants et des anti-inflammatoires. 

### Parfumerie
Pseudevernia furfuracea est très réputé en parfumerie : ses extraits apportent des notes marines particulièrement mises à profit dans les parfums féminins, tandis que ceux d'Evernia prunastri apportent des notes boisées variées en fonction de leur arbre support, utilisées en particulier dans les eaux de toilette masculines. L'utilité de ces deux mousses de chêne est renforcée par leur capacité à produire des antioxydants stabilisateurs des parfums.

## Systématique
Le nom correct complet (avec auteur) de ce taxon est Pseudevernia furfuracea (L.) Zopf, 1903.
L'espèce a été initialement classée dans le genre Lichen sous le basionyme Lichen furfuraceus L., 1753.
Pseudevernia furfuracea a pour synonymes :
- Borrera furfuracea (L.) Ach., 1810
- Evernia furfuracea (L.) W. Mann, 1825
- Hypogymnia furfuracea (L.) Krog, 1951
- Lichen furfuraceus L., 1753
- Lichenoides furfuracea (L.) Hoffm., 1790
- Lichenoides furfuraceum (L.) Hoffm. (1790), 1790
- Lobaria furfuracea (L.) Hoffm., 1796
- Parmelia furfuracea var. scobisina Ach., 1803
- Parmelia furfuracea (L.) Ach., 1803
- Physcia furfuracea (L.) DC., 1805
- Platysma furfuraceum (L.) Frege, 1812
- Tenorea furfuracea (L.) Tornab., 1849